# Henry Silva
Henry Silva (ur. 15 września 1926 w Nowym Jorku, zm. 14 września 2022 w Los Angeles) – amerykański drugoplanowy aktor charakterystyczny pochodzenia włoskiego.

## Życiorys

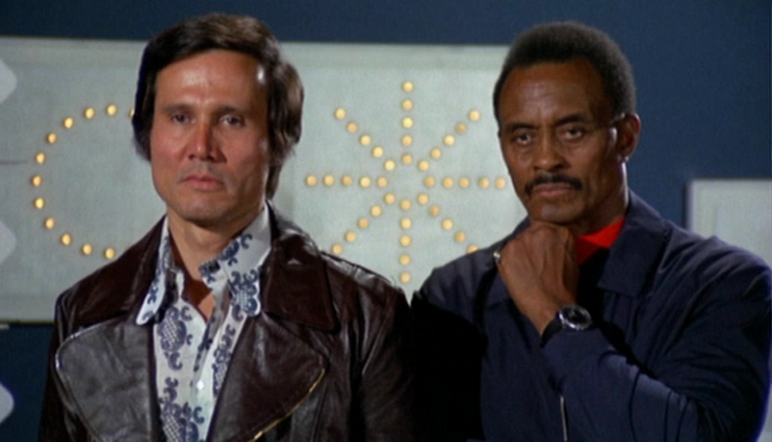
Z Woodym Strode w jednym z włoskich filmów lat 70. XX w. (La mala ordina)

Urodził się w nowojorskim Brooklynie w rodzinie sycylijsko–hiszpańskiej jako syn Angeliny Martínez i Jesusa Silvy. Dorastał w Harlemie i w wieku 13 lat porzucił szkołę, by jako zmywacz naczyń, a następnie kelner pracować w jednym z hoteli na Manhattanie. W 1955 został członkiem prestiżowego Actors Studio. Jego pracą dyplomową była sztuka Michaela V. Gazza pt. Kapelusz pełen deszczu, która następnie z powodzeniem była wystawiana na Broadwayu, a w 1957 roku doczekała się adaptacji filmowej (również z udziałem Silvy).
Kilkudziesięcioletnia kariera filmowa Silvy to pasmo drugoplanowych ról czarnych charakterów, do czego przyczyniała się jego specyficzna aparycja. Zapoczątkowały ją filmy kręcone w Hollywood na przełomie lat 50. i 60. XX w., m.in. westerny: Szlachetny T, Bravados, dramat Przeżyliśmy wojnę czy kryminał Ryzykowna gra.
Na początku lat 60. zaczął się również pojawiać na szklanym ekranie, m.in. w epizodach seriali: Nietykalni, Alfred Hitchcock przedstawia, F.B.I. Jednak jego telewizyjne role to głównie drugoplanowe – gościnne występy w dziś już słabo znanych serialach SF końca lat 70. XX w.
W 1963 Silva zagrał swoją pierwszą główną rolę; była to postać dramatu kryminalnego Williama Ashera pt. Johnny Cool  – wcielił się w sycylijskiego gangstera Johnny’ego Coliniego. Partnerowali mu w tym filmie m.in. Telly Savalas i Elizabeth Montgomery. Film zebrał pochlebne recenzje krytyków i cieszył się dość dużą oglądalnością.
Od 1965 Silva grywał w europejskich produkcjach, które uczyniły go aktorem popularnym w Europie Zachodniej. Przez następnych kilka lat zagrał w blisko 25, głównie włoskich, filmach typu spaghetti westerny i kryminały, w których wcielał się w role czarnych charakterów. Nie opuszczał jednak rodzimego rynku filmowego – w 1977 u boku Franka Sinatry wystąpił w filmie Contract on Cherry Street. W następnych latach pojawiał się regularnie w filmach, głównie kryminalnych i to w rolach drugoplanowych. Najgłośniejszy z nich to Nico z 1988, w którym partnerował Stevenowi Seagalowi jako psychopatyczny najemnik Kurt Zagon.
Jego role to na ogół twardzi ludzie – gangsterzy, wojskowi, policjanci itp, występował również w rolach Azjatów w egzotycznych produkcjach jak japoński Wirus z 1980 czy chiński Foxbat z 1977. Przez 50 lat kariery wystąpił w blisko 90 filmach i 50 serialach TV.
W bieżącym stuleciu wystąpił jedynie  w remake’u Ryzykownej gry.

## Życie osobiste
Był trzykrotnie żonaty. W lutym 1949 poślubił Mary Ramus, z którą się rozwiódł w 1955. 16 marca 1959 ożenił się z Cindy Conroy. Jednak doszło do rozwodu. 4 września 1966 zawarł związek małżeński z Ruth Earl, z którą miał dwóch synów: Michaela Henry’ego (ur. 3 września 1969) i Scotta (ur. 14 lipca 1976) oraz kilkanaścioro wnucząt. W listopadzie 1987 Earl i Silva rozwiedli się.

## Śmierć
Zmarł 14 września 2022, dziewięć dni przed swoimi 96. urodzinami, w domu Motion Picture & Television Fund przy Mulholland Drive w Los Angeles.

## Filmografia
- 1952 – Viva Zapata! – chłop
- 1957 – Szlachetny T – Czink
- 1957 – Kapelusz pełen deszczu – matka
- 1958 – Prawo i Jake Wade – Rennie
- 1958 – Bravados – Lujan
- 1959 – Zielone domostwa – Kua-Ko
- 1960 – Kopciuch – Maximilian
- 1960 – Ryzykowna gra – Roger Corneal
- 1962 – Przeżyliśmy wojnę – Czun-dżin
- 1963 – Johnny Cool – Salvatore Giordano
- 1963 – Alfred Hitchcock przedstawia – Bill Grant
- 1964 – Misja na Bałkanach – John Durrell
- 1966 – Rzeka dolarów – Mendez
- 1966 – Nieustraszony Bill – Szalony Nóż
- 1973 – Ulice San Francisco – Lee Wilso
- 1967–1974 – F.B.I. – Stan Chasen, Chard, Richard Macklin
- 1977 – Contract on Cherry Street – Roberto Obregon
- 1979 – Miłość i kule – Vittorio Farroni
- 1979 – Pragnienie – dr Gauss
- 1980 – Wirus – gen. Garland
- 1980 – Aligator – płk Brock
- 1981 – Sprawa Sharky’ego – Billy Score
- 1982 – Trapped – Henry Chatwill
- 1982 – Gdy zło jest dobrem – Rafeeq
- 1983 – Więzienie kobiet – Lester
- 1983 – Ucieczka z Bronxu – Floyd Wrangler
- 1983 – Raptus – Meccaci
- 1984 – Obława – naczelnik więzienia
- 1984 – Wyścig armatniej kuli II – Slim
- 1985 – Żądza na pustyni – Bernardo
- 1985 – Kod milczenia – Luis Comacho
- 1988 – Nico – Zagon
- 1990 – Dick Tracy – wpływowy człowiek
- 1994 – Milczenie baranów – szef policji
- 1998 – The New Batman Adventures – Bane (głos)
- 1998 – Superman – Bane (głos)
- 1999 – Ghost Dog: Droga samuraja – Vargo
- 2001 – Ocean’s Eleven: Ryzykowna gra – widz walki bokserskiej